# Сайгон (река)
Сайго́н (вьет. Sông Sài Gòn — река Шайгон) — река в южной части Вьетнама. Длина — 280 километров. Площадь водосборного бассейна — 4700 км². Средний расход воды — 54 м³/с.
Выполняет важную транспортную функцию, так как на реке располагается порт Хошимина, грузооборот которого составляет 35 млн тонн.
В пределах Хошимина имеет сложную систему каналов. В юго-восточном районе города Нябе впадает в реку Нябе (Донгнай).
В 1981—1985 годах в 25 км восточнее Тэйниня было построено водохранилище Заутьенг, которое фактически стало новым истоком Сайгона.
В сентябре 2009 года через реку был пущен в эксплуатацию 705 метровый мост Фуми.

## Карты
- Лист карты C-48-Б.
- Атлас дорог Вьетнама = Tập bản đồ Giao thông đường bộ Việt nam (вьет.). — Ha Noi: Cartographic Publishing House, 2006. — 121 с. — 15 000 экз.